# Thưa mẹ con đi
Thưa mẹ con đi (tên quốc tế là Goodbye Mother) là một bộ phim tâm lý xã hội Việt Nam, là tác phẩm đầu tay của đạo diễn Trịnh Đình Lê Minh. Phim ra mắt năm 2019 với sự tham gia của hai diễn viên chính Lãnh Thanh và Gia Huy. Bộ phim kể về tình cảnh mà một chàng thanh niên gặp phải khi anh và người yêu cùng giới về thăm gia đình ở quê sau nhiều năm sinh sống ở nước ngoài.
Bộ phim đã nhận được nhiều đánh giá tích cực, đồng thời còn được phát hành và chiếu tại nhiều cuộc liên hoan phim quốc tế.

## Cốt truyện
Sau nhiều năm du học ở Mỹ, Văn cùng người yêu là Ian về lại Việt Nam thăm gia đình nhân dịp di dời mộ phần cha mình.  Đại gia đình Văn gồm có bà nội nay đã lú lẫn, bà mẹ đã góa phụ, chú thím cùng hai người con, và cô út.  Vì là cháu đích tôn, Văn chịu nhiều áp lực từ gia đình để tìm vợ và có con để nối dõi. Văn và Ian phải lén lút khi muốn âu yếm với nhau để khỏi bị gia đình phát hiện.  Văn hứa khi tìm được lúc thích hợp sẽ nói chuyện hai người cho gia đình.
Bà nội, do bị lú lẫn, nhầm lẫn Ian với Văn.  Bà chứng kiến cảnh hai người ôm hôn nhau và hỏi Ian về mối quan hệ hai người và Ian kể hết cho bà nội nghe. Vào ngày đám giỗ cha, người chú Văn hỏi anh trước dòng họ khi nào lấy vợ và anh trả lời rằng sẽ lấy vợ "sớm".  Nghe được, bà nội nổi giận và cho rằng anh đã phụ tình người yêu (Ian).  Được mẹ hỏi về ý định tương lai của mình, Văn cho biết anh sẽ lập gia đình tại Mỹ và bảo lãnh mẹ qua đó luôn.  Ian chán nản với việc phải giấu giếm mối quan hệ và đòi Văn phải công khai.  Văn bối rối vì vừa biết được mẹ mình bệnh nặng - anh thổ lộ với Ian về điều khó xử nhưng mẹ anh lại nghe được, do đó biết đến sự tình.
Trong lúc đi bộ trên đường, Ian bị người em họ của Văn cùng bạn bè quấy rối, lấy điện thoại. Hai bên xô xát nhưng rốt cuộc người em họ bị bà nội đánh đuổi. Về nhà, các xích mích trong đại gia đình bị trầm trọng hơn sau khi Văn đánh người em họ và rốt cuộc gia đình bị chia rẽ.
Bộ phim kết thúc khi mẹ Văn đi tiễn anh và Ian về lại Mỹ. Văn hứa sẽ bảo lãnh mẹ và mẹ anh lái xe về. Tại sân bay, Ian tiết lộ rằng mẹ Văn đã chúc hai người hạnh phúc bên nhau.

## Phân vai
- Lãnh Thanh vai Văn: cháu đích tôn trong gia đình ba thế hệ
- Võ Điền Gia Huy vai Ian: người yêu của Văn, là một y tá người Mỹ gốc Việt, sinh sống tại Mỹ từ khi 15 tuổi
- Hồng Đào vai mẹ Văn, một góa phụ
- Hồng Ánh vai cô út
- Lê Thiện vai bà nội lú lẫn ở giai đoạn đầu của bệnh Alzheimer[3]
- Kiều Trinh vai bà thím đanh đá
- Lê Công Hoàng vai Khôi

## Sản xuất

### Phát triển
Thưa mẹ con đi là tác phẩm đầu tay của đạo diễn Trịnh Đình Lê Minh; trước đó anh đã sản xuất một số phim ngắn.  Anh cho biết bộ phim khai thác mối quan hệ cha mẹ và con cái, chứ không riêng tình yêu.  "Người đồng tính sợ không thể lập gia đình sinh con để đền đáp công ơn cha mẹ, khiến bậc sinh thành đau lòng. Còn cha mẹ mang nỗi buồn không làm tròn bổn phận với dòng tộc, ngoài ra sợ con mình bị mọi người kỳ thị, coi thường."
Hai diễn viên mới được chọn để thủ hai vai chính là Lãnh Thanh (Văn) và Gia Huy (Ian), trong khi vai người mẹ (Hồng Đào), cô út (Hồng Ánh), và bà nội (Lê Thiện) do những gương mặt quen thuộc đảm nhận. Quá trình quay phim diễn ra tại Thành phố Hồ Chí Minh và Long An vào năm 2018.  Diễn viên chính Lãnh Thanh cho biết anh diễn một vai "hết sức ngọt ngào", khác với vai diễn kiểu "gai góc" trước kia khi bạn diễn là nữ; còn Gia Huy cho biết anh lấy nguồn cảm hứng từ các bộ phim Call Me by Your Name và Thương mến, Simon để hóa thân trong vai diễn.

### Âm nhạc
Ca khúc "Em giấu điều gì trong đôi mắt" được sử dụng làm nhạc nền chính trong phim và "Cảm ơn và xin lỗi" là ca khúc kết thúc phim.
| Danh sách ca khúc được sử dụng trong Thưa mẹ con đi | Danh sách ca khúc được sử dụng trong Thưa mẹ con đi | Danh sách ca khúc được sử dụng trong Thưa mẹ con đi | Danh sách ca khúc được sử dụng trong Thưa mẹ con đi | Danh sách ca khúc được sử dụng trong Thưa mẹ con đi | Danh sách ca khúc được sử dụng trong Thưa mẹ con đi |
| STT                                                 | Nhan đề                                             | Phổ lời                                             | Phổ nhạc                                            | Trình bày                                           | Thời lượng                                          |
| --------------------------------------------------- | --------------------------------------------------- | --------------------------------------------------- | --------------------------------------------------- | --------------------------------------------------- | --------------------------------------------------- |
| 1.                                                  | "Em giấu điều gì trong đôi mắt"                     | Phạm Toàn Thắng                                     | Phạm Toàn Thắng                                     | Phạm Toàn Thắng                                     | 4:30                                                |
| 2.                                                  | "Tôi thích"                                         | Phương Uyên                                         | Phương Uyên                                         | Ngô Hồng Ngọc                                       |                                                     |
| 3.                                                  | "I am"                                              | Tôn Thất An                                         | Tôn Thất An                                         | AAKEN                                               |                                                     |
| 4.                                                  | "Fight for one better"                              | Tôn Thất An                                         | Tôn Thất An                                         | AAKEN                                               |                                                     |
| 5.                                                  | "Ka Nuit Floue"                                     | Thuy-Nhan Dao                                       | Thuy-Nhan Dao                                       | TIN (Tinforall.com)                                 |                                                     |
| 6.                                                  | "Yêu một mình"                                      | Trịnh Lâm Ngân                                      | Trịnh Lâm Ngân                                      | Hồng Ánh                                            |                                                     |
| 7.                                                  | "Lý chim xanh"                                      | Dân ca                                              | Dân ca                                              | Hồng Ánh                                            |                                                     |
| 8.                                                  | "Cảm ơn và xin lỗi (Ca khúc chính thức)"            | Duy Khang                                           | Duy Khang Bảo Lê, Nhím Biển (phối khí)              | Duy Khang                                           | 5:16                                                |

## Phát hành
Thưa mẹ con đi có buổi ra mắt vào ngày 14 tháng 8 năm 2019 tại Thành phố Hồ Chí Minh và được công chiếu tại các rạp ở Việt Nam 2 ngày sau đó. Ngoài ra, bộ phim cũng đã tham gia tranh giải tại nhiều cuộc liên hoan phim quốc tế, chẳng hạn như Liên hoan phim quốc tế Busan, Liên hoan phim quốc tế Pride Seoul (Hàn Quốc), Liên hoan phim Hawaii, Liên hoan phim châu Á San Diego (Hoa Kỳ). Thưa mẹ con đi ra mắt tại Đài Loan vào ngày 14 tháng 3 năm 2020. Tại Việt Nam, tác phẩm sau đó được phát hành trên hệ thống Netflix, và trong tháng 4 năm 2020 là phim quốc nội duy nhất lọt vào top 10 phim được xem nhiều nhất trên hệ thống này tại Việt Nam. Bộ phim ra mắt tại Nhật Bản trên nền tảng Rakuten TV vào tháng 1 năm 2021, và trở thành một trong năm phim nước ngoài bán chạy nhất trên hệ thống này trong nửa đầu năm 2021.

## Đón nhận

### Phòng vé
Theo Box Office Việt Nam, bộ phim có tổng doanh thu 8,7 tỷ đồng.

### Đánh giá
Bộ phim nhận được nhiều đánh giá tích cực từ các nhà phê bình, trong đó diễn xuất của Hồng Đào được đặc biệt khen ngợi. Cây bút Phan Cao Tùng của báo Thanh Niên viết rằng bộ phim khiến khán giả liên tưởng đến Call Me by Your Name và Thương mến, Simon, không khai thác "tư tưởng kỳ thị, những khía cạnh khốc liệt của vấn đề như Boy Erased, Bridegroom", mà "hướng đến một góc nhìn khác bao dung hơn". Anh đánh giá, "tác phẩm không thuần túy là sự chống đối tiêu cực, tàn bạo của gia đình cùng xã hội, cũng không tô vẽ một màu hồng phi thực tế. Ở đó là sự giằng xé giữa tình yêu và nỗi sợ hãi". Lâm Lê trên báo Tuổi Trẻ nhận xét "câu chuyện và nhân vật neo được vào lòng khán giả"; anh khen ngợi cách xử lý đề tài đồng tính của phim, cho rằng các nhân vật "không lố lăng, kệch cỡm hóa" như trong nhiều phim hài Việt Nam khác, mà "đồng tính trong phim được xử lý vừa đủ và văn minh, cùng vài khoảnh khắc tinh tế". Phong Việt trên Zing News thì cho rằng tác phẩm "có cái nhìn văn minh, thể hiện được nhiều khía cạnh tâm lý nhưng vẫn chưa đủ sâu sắc".
Theo Park Seong-ho (Liên hoan phim quốc tế Busan), bộ phim cho thấy Việt Nam khá cởi mở về vấn đề đồng tính, nhưng ngay cả trong một gia đình hòa thuận, việc công khai xu hướng tính dục vẫn là một điều khó khăn. Tại Liên hoan phim châu Á San Diego, Justin Nguyen cũng so sánh bộ phim với Thương mến, Simon và cho rằng đây là lời đáp lại của Việt Nam: một bức tranh cảm động về gia đình và sự chấp nhận, một biểu hiện của sự liên tục biến chuyển của đất nước này.  Anh nhận xét bộ phim "hài hước và cảm động sâu sắc" và "ghi nhận được sự khó khăn khi phải vượt qua những sự gò bó nghẹt thở xuất phát từ truyền thống, chế độ phụ quyền, và ánh mắt vô biên của không gian nông thôn". Tại Liên hoan phim quốc tế LGBTQ+ Reeling Chicago, bộ phim được miêu tả là một phim chính kịch lẫn hài kịch (dramedy) làm vỡ trái tim, sẽ khiến khán giả chảy nước mắt vì niềm vui cũng như đau lòng.
Trên hệ thống đánh giá phim Douban của Trung Quốc, bộ phim nhận điểm đánh giá 8,1/10 với hơn 15 nghìn lượt đánh giá, được xem là một số điểm rất cao.

### Giải thưởng
- Giải khán giả (phim dài hay nhất do khán giả bình chọn) tại Liên hoan phim quốc tế châu Á Toronto 2020 (Toronto Reel Asian International Film Festival)[22]
- Giải khán giả (phim dài hay nhất do khán giả bình chọn) tại Liên hoan phim Á Mỹ Philadelphia 2020 (Philadelphia Asian American Film Festival)[23]
- Giải nữ diễn viên xuất sắc nhất tại Viet Film Fest 2021 (Hồng Đào).[24]